# Денисов, Андриан Карпович
Андриан Карпович Денисов (1763—1841) — русский военачальник, генерал-лейтенант (1813), войсковой атаман Войска Донского (1818). Участник походов А. В. Суворова и Наполеоновских войн. В качестве атамана отстаивал автономию Области Войска Донского и особый статус донского казачества.

## Биография
Сын генерал-майора Карпа Петровича Денисова и племянник графа Фёдора Петровича Денисова, родился в станице Пятиизбянской 2-го донского округа Всевеликого Войска Донского.
В 1775 году был вывезен отправившимся на службу отцом в Петербург, где обучался наукам в частном пансионе. В 13 лет, по обычаю того времени, был записан на службу казаком, 12 апреля 1777 года, получил чин есаула, а в 1780 году был произведен в поручики.
В 1787 году Денисов был назначен в Ново-Донское войско под команду полковника Платова, где и формировал казачий полк, во главе которого он принял участие в Русско-турецкой войне 1787—1792 годов. Отличился при штурме Измаила в 1790 году (первым взошёл на один из бастионов) и был награждён Орденом Святого Георгия 4-го класса. В 1791 году вновь отличился в Мачинском сражении и был награждён именной золотой медалью.
В 1792 и 1794 годах воевал с польскими конфедератами. Командуя пятью донскими казачьими полками в авангарде корпуса генерал-майора Ф.П. Денисова, особенно отличился в сражении 29 сентября (10 октября) 1794 года при Мацеёвице, где, согласно его мемуарам (подтверждаемым архивными первоисточниками и показаниями Костюшко на следствии), захватил раненого в бою командующего войсками противника генерал-лейтенанта Тадеуша Костюшко, сам перевязал ему раны и приказал своему двоюродному брату, командиру донского полка майору Василию Денисову вынести Костюшко с поля боя на носилках из казачьих плащей.  Получил в боях несколько ранений и был награждён несколькими орденами. В 1796 году волонтером принял участие в Персидском походе.
В 1799 году с блеском проявил свои воинские способности в Итальянском и Швейцарском походах Суворова, командуя всеми казачьими  полками, был произведен в генерал-майоры (за сражение при Нови) и награждён несколькими орденами. В 1805—1806 годах исполнял обязанности наказного атамана Войска Донского.
Принял участие в кампании 1807 года против французов в восточной Пруссии и в 1808—1811 годах находился на театре военных действий с турками. Во время Отечественной войны 1812 года и Заграничного похода русской армии 1813-1814 годов исполнял на Дону должность наказного атамана и губернатора Области Войска Донского. После Бородинского сражения сформировал и в сентябре 1812 года отправил к Главной армии под командованием генерал-фельдмаршала М.И. Кутузова дополнительно 26 ополченческих казачьих полков. В 1813 году «За благоразумные распоряжения» ему присвоили чин генерал-лейтенанта.
После смерти М. И. Платова, в 1818 году, был назначен донским войсковым атаманом. Предпринял попытку реформировать жизнь и устройство Войска. Но в разработке нового положения о Войске столкнулся с оппозицией и интригами со стороны дворянских кланов, направляемых и поддерживаемых из Петербурга приближенным Александра I генерал-адъютантом А. И. Чернышевым, из-за которого А.К. Денисов в 1821 году был отстранен императором от должности, но вначале он сам подал в отставку ввиду несогласия с попытками представителей царской власти урезать внутреннее самоуправление, экономическую автономию и другие права донского казачества.
Против него и ряда других прославленных и заслуженных донских военачальников возбудили следственное дело. Хотя обвинения ему так и не было предъявлено, судебное дело ещё долго не было закрыто. Однако предложенный Андрианом Денисовым проект уложения (закона) по устройству и особому статусу Области Всевеликого Войска Донского был принят в 1835 году и вошёл в свод законов Российской Империи.
В последние годы проживал в своём имении Анастасиевка Миусского округа, занимался написанием мемуаров, которые частично после его кончины публиковались в журнале «Русская старина». Умер в 1841 году. В августе 1904 года его имя (как почетного шефа) было присвоено 7-му Донскому казачьему полку.

## Награды
- Награждён орденом Св. Георгия 4-й степени (№ 916 (490); 31 марта 1792) и Золотой саблей «За храбрость» с алмазами (за отличия в русско-прусско-французской войне 1806—1807 годов).
- Награждён орденами Св. Иоанна Иерусалимского, Св. Владимира 4-й степени (за польскую кампанию 1792 года), Св. Владимира 2-й степени («За отличное усердие и благоразумные распоряжения» при формировании ополчения в Отечественную войну), Св. Анны 1-й степени, Именной золотой медалью за Мачин, а также иностранными наградами — орденом Красного Орла 2-й степени (Пруссия) и орденом Pour le Mérite (Пруссия).